# Wieś Milanówek
Wieś Milanówek (hist. Milanówek) – dawna wieś, od 1954 część miasta Milanówek, w województwie mazowieckim, w powiecie grodziskim. Znajduje się w północnej części miasta, w rejonie ulicy Kwiatowej.
Od 1867 wieś w gminie Grodzisk w powiecie błońskim. 20 października 1933 utworzyła gromadę Milanówek w granicach gminy Grodzisk. Od 1948 w powiecie grodziskomazowieckim.
W związku z reformą administracyjną państwa jesienią 1954 wieś Milanówek wyłączono z powiatu grodziskomazowieckiego i włączono do miasta Milanówka w powiecie pruszkowskim.